# Marey-sur-Tille
Marey-sur-Tille ist eine französische Gemeinde mit 330 Einwohnern (Stand: 1. Januar 2022) im Département Côte-d’Or in der Region Bourgogne-Franche-Comté. Sie gehört zum Arrondissement Dijon und zum Kanton Is-sur-Tille.

## Geographie
Marey-sur-Tille liegt etwa 30 Kilometer nordnordöstlich von Dijon an der Tille. Die Gemeinde wird umgeben von Cussey-les-Forges im Norden, Foncegrive im Nordosten, Selongey im Osten, Villey-sur-Tille im Osten und Südosten, Is-sur-Tille im Süden, Saulx-le-Duc im Südwesten, Avelanges im Westen sowie Avot im Westen und Nordwesten.

## Bevölkerungsentwicklung
| Jahr                       | 1962 | 1968 | 1975 | 1982 | 1990 | 1999 | 2006 | 2013 | 2019 |
| Einwohner                  | 261  | 274  | 253  | 310  | 337  | 301  | 328  | 321  | 325  |
| Quellen: Cassini und INSEE |      |      |      |      |      |      |      |      |      |

## Sehenswürdigkeiten
- Kirche Saint-Loup aus dem 13. Jahrhundert, Umbauten aus dem 15. Jahrhundert
- Schloss aus dem 16. Jahrhundert mit An- und Umbauten aus dem 18. Jahrhundert
- Zwei Waschhäuser

## Persönlichkeit
- Marie Léonie Manière (1826–1887), Kommunardin